# Великі Негновичі
Великі Негновичі (біл. вёска Большие Негновычі) — село в складі Борисовського району Мінської області, Білорусь. Село підпорядковане Лошницькій сільській раді, розташоване в північно-східній частині області.